# Villa Rulludd
La villa Rulludd (en finnois : Villa Rulludd) est une villa-musée construite dans le quartier Kaitaa de la ville d'Espoo en Finlande.

## Présentation
La villa est située à Iivisniemi à l'extrémité de la route Rullaniementie.
La Villa Rulludd se compose de deux villas construites par Alfred Kihlman en 1873 et son fils Lorenzo Kihlman en 1893.
Les villas adjacentes ont été réunies par un porche en 1908.
La Villa Rulludd était un lieu de vacances d'été pour les membres de la famille Kihlman jusqu'en 1980, date à laquelle elle est devenue la propriété de la ville d'Espoo.
Avec la villa Marjaranta, la villa Rulludd forme un ensemble de villas d'importance historique.
La Villa Rulludd est un musée ouvert un jour par mois,.